# Ulmer Hocker

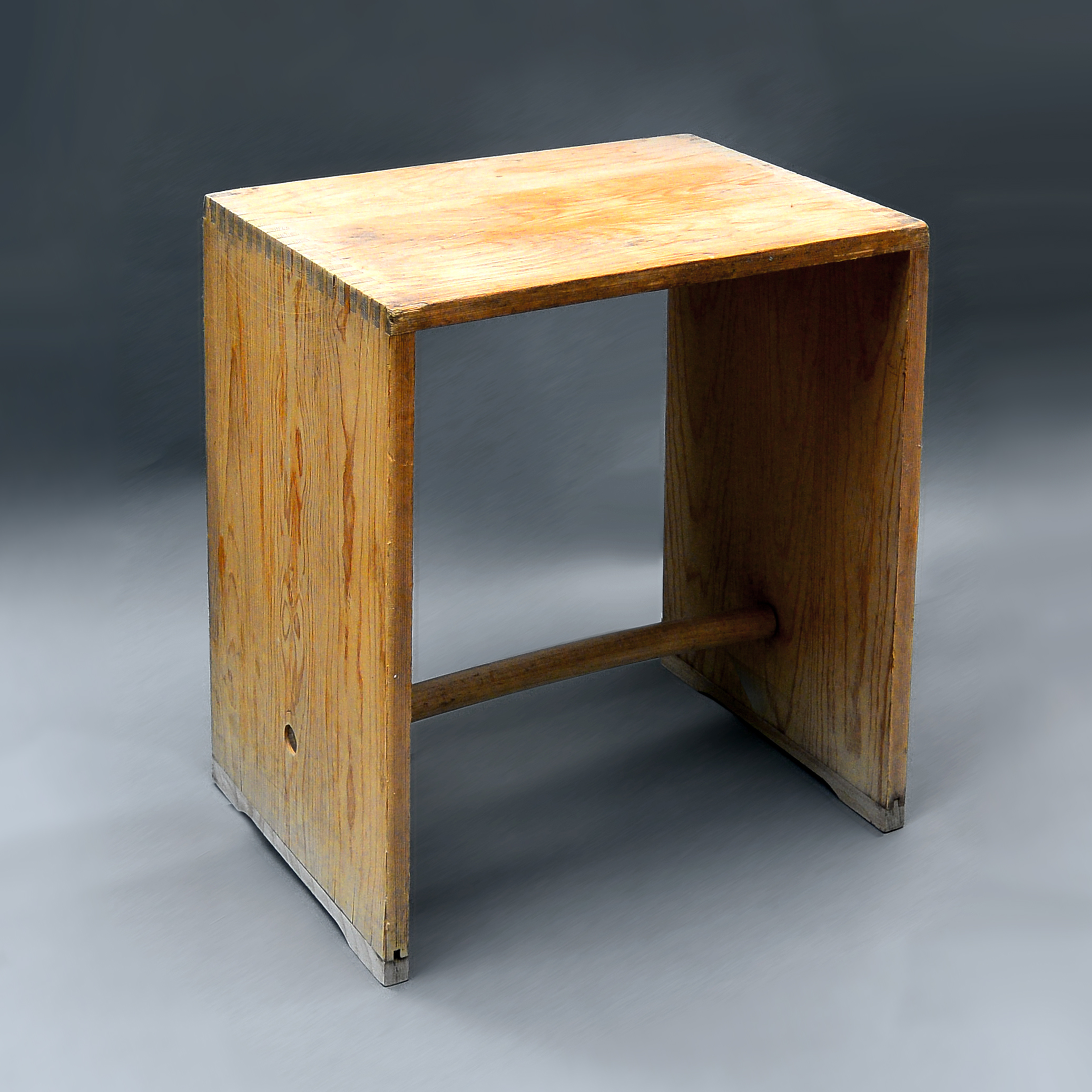
Ulmer Hocker. Frühes Exemplar, das in der Hochschule für Gestaltung Ulm (HfG) genutzt wurde

Der Ulmer Hocker ist ein einfaches, robustes, aus Holz gefertigtes Möbelstück, das auf vielfache Weise verwendbar ist.

## Entwurf, Konstruktion und Fertigung

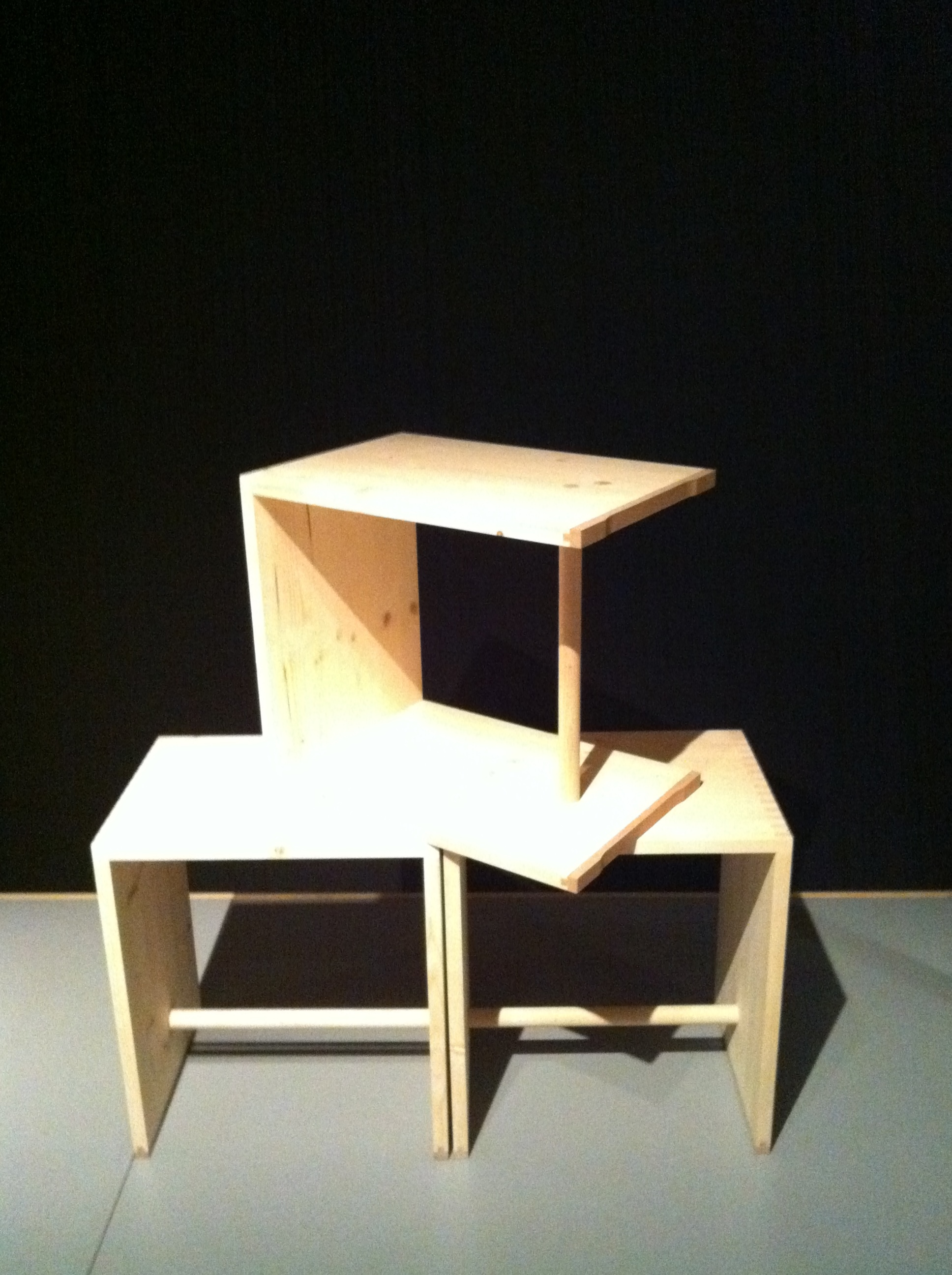
Drei Ulmer Hocker

Der Ulmer Hocker gehört zu den meistbeachteten Möbeln, die unter Mitwirkung des Schweizer Architekten, Typografen, Künstlers und Formgestalters Max Bill entstanden. Der Hocker wurde in Zusammenarbeit mit dem niederländischen Architekten und Formgestalter Hans Gugelot 1954 an der Hochschule für Gestaltung (HfG) Ulm und dem Tischler und Werkstattmeister Paul Hildinger konstruiert. Max Bill war seit ihrer Gründung im Jahre 1953 bis 1955 Rektor der HfG Ulm. Der Ulmer Hocker ist leicht, beweglich und robust. Er bietet zwei unterschiedliche Sitzhöhen und ermöglicht – am Rundstab getragen – den Transport kleiner Gegenstände und Bücher. Mit der Längsseite auf den Tisch gestellt, konnte er auch als Pult für Manuskripte der Dozenten dienen. Damit war er ideal geeignet für die Ausstattung der HfG Ulm.
Formal entspricht der Ulmer Hocker dem traditionellen Tapezierhocker. »Zwei senkrechte Bretter, ein waagerechtes, die drei fest verzahnt, von einem runden Holzstab unten zusammengehalten« – so beschrieb Bernhard Rübenach in seinem Radio-Essay »der rechte winkel von ulm« das Konstruktionsprinzip des Möbelstücks. 
Das Gestell besteht aus drei Brettern, die mit Hilfe von Fingerzinken an den schmalen Kanten miteinander verbunden sind. Der Hocker ist 395 mm breit, 440 mm hoch, 295 mm tief und wiegt 2,1 kg. Die Sitzfläche und beide Seitenwände sind aus weichem, preiswerten Fichtenholz gearbeitet. Aus dem härteren Buchenholz bestehen der Querrundstab und die beiden Standleisten an den freien Enden der Seitenteile, die das Splittern verhindern und Gebrauchsspuren reduzieren sollen. Sämtliche Holzoberflächen sind unbeschichtet.
Die maschinelle Herstellung erfolgte in der hochschuleigenen Tischlerei unter der Leitung des Werkstattmeisters Paul Hildinger, der den Hocker in seiner Ulmer Tischlerei auch nach Schließung der HfG Ulm weiter fertigte.

## Verwendung
Der Ulmer Hocker ist Sitz, Beistelltisch, Rednerpult, Teil eines Regals, Tablett und Tragehilfe in einem. Er diente zur Erstausstattung der Hochschule in Seminar-, Ess- und Wohnräumen und wurde daher zu ihrem Symbol.
Der Hocker befindet sich im Dauereinsatz für Besucher der Ausstellungshallen des Stadthauses am Ulmer Münsterplatz (Architekt: Richard Meier).

## Ausstellungen
Das Museum Ulm bewahrt und präsentiert verschiedene Ausführungen des Ulmer Hockers für die Öffentlichkeit. Die Schaustücke sind ein Teil des vom Museum Ulm verwalteten Nachlasses der Hochschule für Gestaltung Ulm (HfG), die 1968 geschlossen wurde.

## Heutige Produktion
Seit 2011 wird der Ulmer Hocker in einer lizenzierten Re-Edition von der Zürcher Firma wb form analog zum Original hergestellt, inzwischen aber auch aus anderen Hölzern und mit behandelten Oberflächen.
Die italienische Möbelfirma Zanotta in Mailand produziert das Modell 650 Sgabillo. Das Kunstwort ist zusammengesetzt aus dem italienischen sgabello für Hocker und Bill, dem Familiennamen des Formgestalters. 650 Sgabillo unterscheidet sich jedoch in den Abmessungen, der Konstruktion, dem Material, der Oberflächenbeschaffenheit und Farbe vom Original.
Der originale Ulmer Hocker wird von einer regionalen Werkstatt für Menschen mit Behinderung hergestellt und im Ulmer Museum angeboten.

## Miniaturmodell
Die Schweizer Möbelfirma vitra produzierte und vertrieb um die Jahrtausendwende ein Miniaturmodell im Maßstab 1:6, das in Konstruktion, Material, Oberflächenbeschaffenheit und Farbe dem Original entsprach (Breite 65 mm, Höhe 73 mm, Tiefe 49 mm).